# Ernst Friedrich Kärcher
Ernst Friedrich Kärcher (auch Ernst Kärcher; * 4. August 1789 in Ichenheim; † 12. April 1855 in Karlsruhe) war ein klassischer Philologe und Pädagoge.

## Leben
Kärcher war Sohn eines Amtschirurgen. Er besuchte das Pädagogium Durlach und das Lyzeum Karlsruhe, bevor er 1807 als Student der Theologie an die Universität Heidelberg kam. In Heidelberg wurde er durch den Staatsrat Wielandt gefördert, bei dem er auch wohnte. Das Studium der Theologie ergänzte er um ein Studium der klassischen Philologie, das er insbesondere bei Friedrich Creuzer und August Boeckh absolvierte. 1810 bestand er das theologische Examen und kam anschließend als Hauslehrer zum königlich-westphälischen Gesandten Girard nach Stuttgart. Dort verbesserte er sein Französisch und wurde zugleich von Abbé Mozin zur Mitarbeit an dessen Wörterbuch herangezogen. 1812/1813 kam er als Lehrer an die Pagerie Karlsruhe, an der er bis 1815 wirkte. Obwohl er zunächst eine Stelle als Hofgeistlicher anstrebte, erhielt er 1815 im Rang eines Diakons eine Lehrstelle am Durlacher Pädagogium. Dort stieg er allerdings schnell zum Gymnasialprofessor auf.
Kärcher machte sich als Lehrer einen Namen, sodass er 1820 als Professor an das Karlsruher Lyzeum berufen wurde. Dort wirkte er bis zu seinem Tod. 1837 wurde er Direktor des Karlsruher Lyzeums, außerdem erhielt er mit entsprechendem Titel einen Sitz im badischen Oberstudienrat. Im Oberstudienrat, dem er bis 1850 angehörte, war er auch an der Umgestaltung der Lehrpläne beteiligt, dabei zählen die Einführung des Turnunterrichtes und die weitergehende Berücksichtigung des Zeichen- und Gesangsunterrichts zu seinen Verdiensten. Daneben machte er durch seine Schriften auf sich aufmerksam.
Kärcher erhielt den Titel eines Geheimen Hofrats sowie 1837 das Ritterkreuz des Ordens vom Zähringer Löwen und wurde von der Universität Freiburg im Breisgau zum Dr. phil. promoviert. Kärcher verstarb im Amt als Direktor.
Nach Kärcher ist die Kärcherstraße in Karlsruhe-Mühlburg benannt.

## Werke (Auswahl)
- Lateinisch-deutsches Schul-Wörterbuch, 2 Bände, Hahn, Leipzig 1822–1826.
- Kleines deutsch-lateinisches Wörterbuch für Anfänger, Braun, Karlsruhe 1824.
- Handbuch der Mythologie und Archäologie des klassischen Alterthums, Karlsruhe 1825.
- Schulwörterbuch der lateinischen Sprache in etymologischer Ordnung, Braun, Karlsruhe 1826 (auch ins Niederländische und Englische übersetzt).
- De Optima Latini Lexici Condendi Ratione, 1826.
- Horaz, 3 Bände, Karlsruhe 1848–1853.